# Childerico III
Childerico III, detto l'Idiota o il re fantasma (714 – 755), è stato il quarantaseiesimo e l'ultimo re dei Franchi della dinastia dei Merovingi: regnò su tutti i Franchi di Neustria, Burgundia e Austrasia, dal 743 sino al 751.

## Biografia

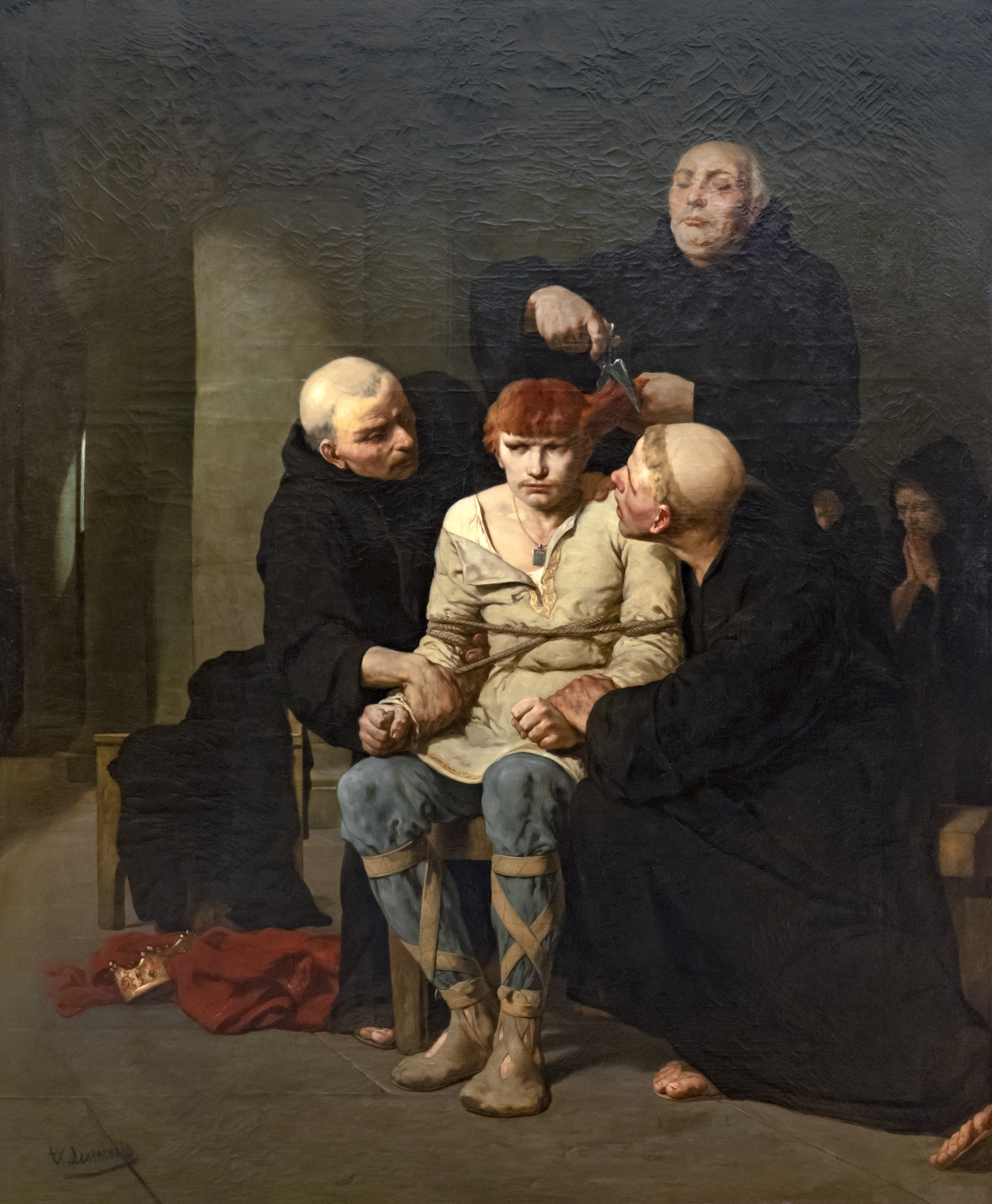
La deposizione di Childerico III

### Origini
Secondo l'Excerpta ex vitis Sanctorum Childerico era figlio di Chilperico II, senza fare alcun riferimento alla madre, mentre secondo gli Annales Francorum Ludovici Dufour era parente del predecessore, Teodorico IV (forse fratello o figlio).

### Re dei Franchi
Dopo la morte del re Teodorico IV il trono restò vacante per sette anni, fino a quando i maggiordomi di palazzo Carlomanno e Pipino il Breve, successori di Carlo Martello, che aveva diviso il regno tra i due figli, nel 741, decisero, nel 742, di riconoscere Childerico come re, infatti secondo sia il codice di San Gallo, sia il Regis Paris, sia l'Ottoboniano, Childerico III regnò per nove anni (742-751).
Però secondo altre fonti Childerico III fu fatto re da Carlo Martello, alla morte di Teodorico IV, nel 737, oppure dopo, ma prima della morte di Carlo Martello.
Non prese parte agli affari pubblici, ma fu invece manovrato dai maggiordomi di palazzo.
Quando, nel 747, Carlomanno, preso da una crisi mistica si ritirò a vita religiosa ed, entrando nel monastero di Cassino, lasciò tutto il regno nelle mani del fratello, Pipino, rimasto unico maggiordomo, pensò allora di deporre Childerico per assumere pienamente il titolo di Re dei Franchi.
Nel 751 Pipino inviò a Papa Zaccaria delle lettere e, all'insaputa del suo re, anche dei messaggeri, san Burcardo, vescovo di Würzburg, e Fulrado, abate di Saint-Denis, chiedendogli se il titolo di re appartenesse a chi esercitava il potere o a chi era di sangue reale. Il papa rispose che doveva essere re colui che veramente esercitava il potere.
Nel 751 Childerico fu deposto e rasato, deposit et detonsit, secondo Eginardo, quia non erat utilis, "perché non era utile". I suoi lunghi capelli erano il simbolo della sua dinastia, e pertanto dei diritti reali; tagliandoli, lo si privava dunque simbolicamente di tutti i suoi diritti reali. Nel 752, su ordine del successore di Zaccaria, Stefano II, Childerico III fu tonsurato e condotto nell'abbazia di San Medardo a Soissons oppure nel monastero di Sithiu, fondato da san Audomaro; anche suo figlio Teodorico, un anno dopo, fu portato, come chierico, nello stesso monastero di Sithiu. Subito dopo la deposizione di Childerico III, nel 751, Pipino il Breve fu eletto re, e, nel 752, fu unto e incoronato re dei Franchi, da san Bonifacio, vescovo di Magonza.
Childerico III morì qualche anno dopo, ma non si conosce la data esatta.

## Discendenza
Di Childerico non si conosce né il nome né gli ascendenti di una eventuale moglie. Comunque si ha notizia di un figlio, Teodorico (?-?), di cui si sa che, tra il 752 e il 753, divenne chierico e fu rinchiuso nel monastero di Sithiu.

## Ascendenza
|                |   |               | Genitori    |  |  | Nonni |  |  | Bisnonni    |  |  | Trisnonni   |  |
|                |   |               |             |  |  |       |  |  | Clodoveo II |  |  | Dagoberto I |  |
|                |   |               |             |  |  |       |  |  | Clodoveo II |  |  | Dagoberto I |  |
|                |   | Nantechilde   |             |  |  |       |  |  | Clodoveo II |  |  |             |  |
| Childerico II  |   |               |             |  |  |       |  |  | Clodoveo II |  |  |             |  |
|                |   | Batilde       | …           |  |  |       |  |  |             |  |  |             |  |
|                |   | Batilde       | …           |  |  |       |  |  |             |  |  |             |  |
|                |   | Batilde       | …           |  |  |       |  |  |             |  |  |             |  |
| Chilperico II  |   | Batilde       |             |  |  |       |  |  |             |  |  |             |  |
|                |   | Sigeberto III | Dagoberto I |  |  |       |  |  |             |  |  |             |  |
|                |   | Sigeberto III | Dagoberto I |  |  |       |  |  |             |  |  |             |  |
|                |   | Sigeberto III | Ragnetrude  |  |  |       |  |  |             |  |  |             |  |
| Bilichilde     |   | Sigeberto III |             |  |  |       |  |  |             |  |  |             |  |
|                |   | Inechilde     | …           |  |  |       |  |  |             |  |  |             |  |
|                |   | Inechilde     | …           |  |  |       |  |  |             |  |  |             |  |
|                |   | Inechilde     | …           |  |  |       |  |  |             |  |  |             |  |
| Childerico III |   | Inechilde     |             |  |  |       |  |  |             |  |  |             |  |
|                | … | …             |             |  |  |       |  |  |             |  |  |             |  |
|                | … | …             |             |  |  |       |  |  |             |  |  |             |  |
|                | … | …             |             |  |  |       |  |  |             |  |  |             |  |
| …              | … |               |             |  |  |       |  |  |             |  |  |             |  |
|                |   | …             | …           |  |  |       |  |  |             |  |  |             |  |
|                |   | …             | …           |  |  |       |  |  |             |  |  |             |  |
|                |   | …             | …           |  |  |       |  |  |             |  |  |             |  |
| …              |   | …             |             |  |  |       |  |  |             |  |  |             |  |
|                |   | …             | …           |  |  |       |  |  |             |  |  |             |  |
|                |   | …             | …           |  |  |       |  |  |             |  |  |             |  |
|                |   | …             | …           |  |  |       |  |  |             |  |  |             |  |
| …              |   | …             |             |  |  |       |  |  |             |  |  |             |  |
|                |   | …             | …           |  |  |       |  |  |             |  |  |             |  |
|                |   | …             | …           |  |  |       |  |  |             |  |  |             |  |
|                |   | …             | …           |  |  |       |  |  |             |  |  |             |  |
|                |   | …             |             |  |  |       |  |  |             |  |  |             |  |

### Fonti primarie
- (LA)  Fredegario,  FREDEGARII SCHOLASTICI CHRONICUM CUM SUIS CONTINUATORIBUS, SIVE APPENDIX AD SANCTI GREGORII EPISCOPI TURONENSIS HISTORIAM FRANCORUM..
- (LA)   Annales Xantenses..
- (LA)   Annales Marbacenses..
- (LA)   Annales Mettenses Priores..
- (LA) Monumenta Germaniae historica, Impensis Bibliopolii Aulici Hahniani, 1829.
- (LA)   Monumenta Germaniae historica: Chronicon Moissiacensis. URL consultato il 6 marzo 2020 (archiviato dall'url originale il 27 agosto 2011)..
- (LA)   ANNALES REGNI FRANCORUM (ANNALES LAURISSENSES MAIORES)..
- (LA) Martin Bouquet e Jean Baptiste Haudiquier et al. (a cura di), Rerum Gallicarum et Francicarum Scriptores. Tomus tertius, Aux dépens des librairies, 1741.

### Letteratura storiografica
- Christian Pfister, La Gallia sotto i Franchi merovingi. Vicende storiche, in Storia del mondo medievale, vol. I, Cambridge, Cambridge University Press, 1978,  pp. 688-711.
- Junghans, W. Die Geschichte der fränkischen Konige Childerich und Clodovech (Gottinga, 1857).
- Chiflet, J.J. Anastasis Childerici I Francorum regis (Anversa, 1655).
- Cochet, J.B.D. Le Tombeau de Childeric I, roi des Francs (Parigi, 1859).
- Lavisse, E. Histoire de France, tome ii. (Parigi, 1903).
- Wallace-Hadrill, J.M., translator, 1960. The Fourth Book of the Chronicle of Fredegar with its Continuations Connecticut: Greenwood Press.
- Wallace-Hadrill, J.M. The Long-Haired Kings. Londra, 1962.